# هرم زقورة، دبي
هرم زقورة هو عبارة عن مشروع عمارة بيئية بشكلٍ هرمي تم الكشف عنه في معرض سيتي سكيب في دبي، بحيث تم تصميمه لدبي في عام 2008. ويُقدر أن يبدأ البناء في عام 2021، في حين أنه سيكتمل بحلول عام 2028. 
سمي الهرم بـ«زقورة» على اسم أبراج المعابد في بلاد الرافدين (وهي عبارة عن معابد مدرجة كانت تبنى في سوريا والعراق) كـزقورة أور مثلاً، تم تصميم الهيكل لإيواء ما يقارب من مليون شخص وسيكون مكتفياً ذاتياً بمصادر طاقة طبيعية بالكامل، مثل أهرامات شَعب المايا والمصريين، يقوم بتنفيذ المشروع شركة (تايم لينكس) - وهي شركة رائدة في مجال التصميم البيئي ومقرها دبي ومسؤولة عن المبنى -. في حسن سيكون هذا الهيكل عملاقا؛ لأنه سيغطي مساحة 2.3 كيلومتر مربع (0.88 ميل مربع)، بالإضافة لكونه قادراً على إيواء على مجتمع يصل إلى مليون شخص. فضلا عن أن الهيكل مبني على فكرة محايدة الكربون.   
وفقًا للمعهد الدولي للبيئة الحضرية، فإن التقنيات المدمجة في مشروع زقورة ستجعلها مدينة قابلة للحياة. وقد حصلت (تايم لينكس) بالفعل على براءة اختراع في التصميم والتكنولوجيا المستخدمة في هذا المشروع. وقالت شركة (تايم لينكس) إن المبنى سيكون باللون الأخضر، مدعومًا بالطاقة الشمسية وطاقة الرياح ومصادر طبيعية. بالإضافة إلى أن المبنى بنظام نقل عام فعّال يعمل أفقيًا وعموديًا.
ويمكن أن تكون مجتمعات زقورة مكتفية ذاتيًا تمامًا من حيث الطاقة - بصرف النظر عن استخدام الطاقة البخارية في المبنى - ستستخدم أيضًا تقنية توربينات الرياح لتسخير موارد الطاقة الطبيعية، وسيتم استخدام المناظر الطبيعية العامة والخاصة في الأنشطة الترفيهية أو المروية كأراضي زراعية.
ولإعتماده شبكة 360 درجة الأفقية والرأسية المتكاملة وسيلة النقل في مدينة المستقبل هذه؛ فإنه بذلك ستكون السيارات زائدة عن الحاجة. وإضافة إلى ذلك تُعد تقنية التعرف على الوجه لأغراض أمنية ميزة أخرى مثيرة للاهتمام سيتم دمجها في مشروع زقورة.  
بعد ذلك الاقتراح الأولي في عام 2008 لم يعد هناك مزيد من المعلومات.